# Bill Melendez
Pour les articles homonymes, voir Meléndez.
Bill Melendez est un producteur, acteur, réalisateur et scénariste américain, né le 15 novembre 1916 à Hermosillo (Mexique) et mort le 2 septembre 2008 à Santa Monica (Californie).

## Biographie
Né le 15 novembre 1916 au Mexique, José Luis Cuauhtémoc Meléndez, dit Bill Melendez, immigre aux États-Unis avec sa famille en 1928. Il est formé dans des écoles publiques à Douglas (Arizona) et plus tard à Los Angeles au Chouinard Art Institute (connu comme California Institute of the Arts).
En 1938, Melendez est engagé par Walt Disney pour travailler sur des courts et longs métrages animés comme Bambi, Fantasia et Dumbo. Il y fait la promotion du syndicalisme. Membre du « Screen Cartoonists' Guild », il quitte Disney comme une partie des animateurs après la grève de 1941.
Trois ans plus tard, il rejoint l'équipe de Leon Schlesinger aux studios de la Warner Brothers, quand, avec les unités de Bob Clampett et Art Davis, il anime de nombreux courts métrages de Bugs Bunny et Daffy Duck. United Productions of America l'engage pour travailler sur plusieurs publicités, en plus des courts métrages Gerald McBoing-Boing et Madeline.
Après une décennie passée dans de petites maisons de production, Melendez fonde sa propre compagnie en 1964. Bill Melendez Productions produit le programme spécial de Noël Joyeux Noël, Charlie Brown !, diffusé chaque année, qui gagne un Emmy Award et le prix George-Foster-Peabody malgré des délais de production très courts et un budget strict. Melendez double également les jappements et bruits émis par Snoopy, qui normalement ne parle pas. Cinq ans plus tôt, Melendez avait rencontré Charles Schulz, quand il était directeur d'animation des avertissements d'automobile Ford Falcon. Peu après, Schulz fait de lui le seul animateur autorisé des personnages de la bande dessinée Peanuts.
Melendez réalise plus de 75 programmes spéciaux, y compris la mini-série This is America, Charlie Brown, diffusée en 1989, en plus de quatre longs métrages — tous avec comme partenaire Lee Mendelson.
Melendez anime d'autres bandes dessinées dont Cathy et Garfield.
Dans les années 1970, il ouvre un studio à Londres et y réalise Le Lion, la Sorcière blanche et l'Armoire magique (The Lion, the Witch and the Wardrobe), adapté du roman de C. S. Lewis.
En plus de son travail dans l'animation, Melendez est membre du corps enseignant au département des arts cinématiques de l'université du Sud de la Californie. Puis il vit à Los Angeles jusqu'à sa mort le 2 septembre 2008 à Santa Monica.

## Filmographie

### Comme producteur
- 1965 : A Charlie Brown Christmas (TV)
- 1966 : It's the Great Pumpkin, Charlie Brown (en) (TV)
- 1967 : You're in Love, Charlie Brown (en) (TV)
- 1968 : He's Your Dog, Charlie Brown (en) (TV)
- 1969 : It Was a Short Summer, Charlie Brown (en) (TV)
- 1969 : Un petit garçon appelé Charlie Brown (A Boy Named Charlie Brown)
- 1970 : The Rainbow Bear
- 1971 : Play It Again, Charlie Brown (en) (TV)
- 1972 : Snoopy Come Home
- 1972 : You're Not Elected, Charlie Brown (en) (TV)
- 1973 : There's No Time for Love, Charlie Brown (en) (TV)
- 1973 : A Charlie Brown Thanksgiving (en) (TV)
- 1974 : It's a Mystery, Charlie Brown (en) (TV)
- 1974 : It's the Easter Beagle, Charlie Brown (en) (TV)
- 1974 : Yes, Virginia, there is a Santa Claus (TV)
- 1975 : Be My Valentine, Charlie Brown (en) (TV)
- 1975 : You're a Good Sport, Charlie Brown (en) (TV)
- 1976 : It's Arbor Day, Charlie Brown (en) (TV)
- 1977 : Les Galères de Charlie Brown (en) (Race for Your Life, Charlie Brown)
- 1977 : It's Your First Kiss, Charlie Brown (en) (TV)
- 1978 : What a Nightmare, Charlie Brown! (en) (TV)
- 1979 : You're the Greatest, Charlie Brown (en) (TV)
- 1980 : It's an Adventure, Charlie Brown (en) (TV)
- 1980 : She's a Good Skate, Charlie Brown (en) (TV)
- 1980 : Life Is a Circus, Charlie Brown (en) (TV)
- 1981 : It's Magic, Charlie Brown (en) (TV)
- 1981 : Someday You'll Find Her, Charlie Brown (en) (TV)
- 1982 : A Charlie Brown Celebration (en) (TV)
- 1982 : Here Comes Garfield (en) (TV)
- 1983 : Is This Goodbye, Charlie Brown? (en) (TV)
- 1983 : What Have We Learned, Charlie Brown? (en) (TV)
- 1983 : The Charlie Brown and Snoopy Show (série télévisée)
- 1983 : Garfield on the Town (en) (TV)
- 1984 : It's Flashbeagle, Charlie Brown (en) (TV)
- 1985 : You're a Good Man, Charlie Brown (en) (TV)
- 1986 : Happy New Year, Charlie Brown! (en) (TV)
- 1988 : Snoopy: The Musical (en) (TV)
- 1988 : It's the Girl in the Red Truck, Charlie Brown (en) (TV)
- 1988 : Cathy's Last Resort (en) (TV)
- 1989 : Cathy's Valentine (en) (TV)
- 1990 : You Don't Look 40, Charlie Brown (en) (TV)
- 1990 : Why, Charlie Brown, Why? (en) (TV)
- 1991 : Snoopy's Reunion (en) (TV)
- 1992 : It's Spring Training, Charlie Brown! (en) (TV)
- 1992 : Frosty Returns (en) (TV)
- 1994 : You're in the Super Bowl, Charlie Brown (en) (TV)
- 1997 : It Was My Best Birthday Ever, Charlie Brown (en) (TV)
- 2000 : Here's to You, Charlie Brown: 50 Great Years (en) (TV)
- 2000 : It's the Pied Piper, Charlie Brown (en) (TV)
- 2002 : A Charlie Brown Valentine (en) (TV)
- 2003 : Lucy Must Be Traded, Charlie Brown (en) (TV)
- 2003 : I Want a Dog for Christmas, Charlie Brown (en) (TV)

### Comme acteur
- 1965 : A Boy Named Charlie Brown (TV) : Snoopy (voix)
- 1965 : A Charlie Brown Christmas (TV) : Snoopy (voix)
- 1966 : Charlie Brown's All Stars! (en) (TV) : Snoopy (voix)
- 1966 : It's the Great Pumpkin, Charlie Brown (en) (TV) : Snoopy (voix)
- 1967 : You're in Love, Charlie Brown (en) (TV) : Snoopy
- 1968 : He's Your Dog, Charlie Brown (en) (TV) : Snoopy (voix)
- 1969 : Un petit garçon appelé Charlie Brown (A Boy Named Charlie Brown) : Snoopy (voix)
- 1971 : Play It Again, Charlie Brown (en) (TV) : Snoopy (voix)
- 1972 : Snoopy Come Home : Snoopy / Woodstock (voix)
- 1972 : You're Not Elected, Charlie Brown (en) (TV) : Snoopy / Woodstock (voix)
- 1973 : There's No Time for Love, Charlie Brown (en) (TV) : Snoopy (voix)
- 1973 : A Charlie Brown Thanksgiving (en) (TV) : Snoopy / Woodstock (voix)
- 1974 : It's a Mystery, Charlie Brown (en) (TV) : Snoopy / Woodstock (voix)
- 1974 : It's the Easter Beagle, Charlie Brown (en) (TV) : Snoopy / Woodstock (voix)
- 1975 : Be My Valentine, Charlie Brown (en) (TV) : Snoopy / Woodstock (voix)
- 1975 : You're a Good Sport, Charlie Brown (en) (TV) : Snoopy / Woodstock (voix)
- 1976 : It's Arbor Day, Charlie Brown (en) (TV) : Snoopy / Woodstock (voix)
- 1977 : Les Galères de Charlie Brown (en) (Race for Your Life, Charlie Brown) : Snoopy / Woodstock / voix additionnelles (voix)
- 1977 : It's Your First Kiss, Charlie Brown (en) (TV) : Snoopy / Woodstock (voix)
- 1978 : What a Nightmare, Charlie Brown! (en) (TV) : Snoopy (voix)
- 1979 : You're the Greatest, Charlie Brown (en) (TV) : Snoopy (voix)
- 1980 : It's an Adventure, Charlie Brown (en) (TV) : Snoopy / Woodstock (voix)
- 1980 : She's a Good Skate, Charlie Brown (en) (TV) : Snoopy / Woodstock (voix)
- 1980 : Bon Voyage, Charlie Brown (and Don't Come Back!) (en) : Snoopy (voix)
- 1980 : Life Is a Circus, Charlie Brown (en) (TV) : Snoopy (voix)
- 1981 : It's Magic, Charlie Brown (en) (TV) : Snoopy / Woodstock (voix)
- 1981 : Someday You'll Find Her, Charlie Brown (en) (TV) : Snoopy / Woodstock (voix)
- 1982 : A Charlie Brown Celebration (en) (TV) : Snoopy (voix)
- 1983 : Is This Goodbye, Charlie Brown? (en) (TV) : Snoopy (voix)
- 1983 : What Have We Learned, Charlie Brown? (en) (TV) : Snoopy / Woodstock
- 1983-1985 : The Charlie Brown and Snoopy Show (série télévisée) : Snoopy / Woodstock / Spike (voix)
- 1984 : It's Flashbeagle, Charlie Brown (en) (TV) : Snoopy / Woodstock (voix)
- 1985 : Snoopy's Getting Married, Charlie Brown (en) (TV) : Snoopy / Woodstock (voix)
- 1985 : You're a Good Man, Charlie Brown (en) (TV) : Snoopy / Woodstock (voix)
- 1986 : Happy New Year, Charlie Brown! (en) (TV) : Snoopy / Woodstock (voix)
- 1988 : Snoopy: The Musical (en) (TV) : Snoopy / Woodstock (voix)
- 1988 : It's the Girl in the Red Truck, Charlie Brown (en) (TV) : Spike (voix)
- 1990 : Why, Charlie Brown, Why? (en) (TV) : Snoopy / Woodstock (voix)
- 1991 : Snoopy's Reunion (en) (TV) : Snoopy et tous ses frères et sœurs (voix)
- 1992 : It's Spring Training, Charlie Brown! (en) (TV) : Snoopy (voix)
- 1992 : It's Christmastime Again, Charlie Brown (TV) : Snoopy / Woodstock (voix)
- 1994 : You're in the Super Bowl, Charlie Brown (en) (TV) : Snoopy / Woodstock (voix)
- 1997 : It Was My Best Birthday Ever, Charlie Brown (en) (TV) : Snoopy / Woodstock (voix)
- 2000 : It's the Pied Piper, Charlie Brown (en) (TV) : Snoopy / Woodstock (voix)
- 2002 : A Charlie Brown Valentine (en) (TV) : Snoopy (voix)
- 2002 : Charlie Brown's Christmas Tales (en) (TV) : Snoopy / Woodstock
- 2003 : Lucy Must Be Traded, Charlie Brown (en) (TV) : Snoopy
- 2003 : I Want a Dog for Christmas, Charlie Brown (en) (TV) : Snoopy (voix)
- 2015 : Snoopy et les Peanuts : Snoopy / Woodstock (voix d'archives)

### Comme réalisateur
- 1965 : A Charlie Brown Christmas (TV)
- 1966 : Charlie Brown's All Stars! (en) (TV)
- 1966 : It's the Great Pumpkin, Charlie Brown (en) (TV)
- 1967 : You're in Love, Charlie Brown (en) (TV)
- 1968 : He's Your Dog, Charlie Brown (en) (TV)
- 1969 : It Was a Short Summer, Charlie Brown (en) (TV)
- 1969 : Un petit garçon appelé Charlie Brown (A Boy Named Charlie Brown)
- 1970 : The Rainbow Bear
- 1971 : Play It Again, Charlie Brown (en) (TV)
- 1972 : Snoopy Come Home
- 1972 : You're Not Elected, Charlie Brown (en) (TV)
- 1973 : There's No Time for Love, Charlie Brown (en) (TV)
- 1973 : A Charlie Brown Thanksgiving (en) (TV)
- 1974 : Yes Virginia, There Is a Santa Claus (TV)
- 1975 : Dick Deadeye, or Duty Done (en)
- 1977 : Les Galères de Charlie Brown (en) (Race for Your Life, Charlie Brown)
- 1978 : What a Nightmare, Charlie Brown! (en) (TV)
- 1979 : Le Lion, la Sorcière blanche et l'Armoire magique (The Lion, the Witch and the Wardrobe) (TV)
- 1980 : It's an Adventure, Charlie Brown (en) (TV)
- 1980 : Bon Voyage, Charlie Brown (and Don't Come Back!) (en)
- 1982 : A Charlie Brown Celebration (en) (TV)
- 1983 : What Have We Learned, Charlie Brown? (en) (TV)
- 1984 : It's Flashbeagle, Charlie Brown (en) (TV)
- 1985 : Snoopy's Getting Married, Charlie Brown (en) (TV)
- 1985 : The Romance of Betty Boop (en) (TV)
- 1985 : Happily Ever After (TV)
- 1986 : Happy New Year, Charlie Brown! (en) (TV)
- 1988 : This Is America, Charlie Brown (série télévisée)
- 1990 : Why, Charlie Brown, Why? (en) (TV)
- 1992 : Frosty Returns (en) (TV)
- 1994 : You're in the Super Bowl, Charlie Brown (en) (TV)
- 1997 : It Was My Best Birthday Ever, Charlie Brown (en) (TV)
- 2000 : It's the Pied Piper, Charlie Brown (en) (TV)
- 2002 : A Charlie Brown Valentine (en) (TV)
- 2003 : I Want a Dog for Christmas, Charlie Brown (en) (TV)

### Comme scénariste
- 1979 : Le Lion, la Sorcière blanche et l'Armoire magique (The Lion, the Witch and the Wardrobe) (TV)
- 1988 : This Is America, Charlie Brown (série télévisée)

## Distinctions

### Récompenses
- Peabody Awards 1965 pour Un Noël à la Charlie Brown
- Primetime Emmy Awards 1966 : meilleur programme pour enfants pour Un Noël à la Charlie Brown

### Nominations
- Oscars 1971 : meilleure partition de chansons ou adaptation musicale pour Un petit garçon appelé Charlie Brown (partagée avec Rod McKuen, John Scott Trotter (en), Al Shean et Vince Guaraldi)